# 南の沢川
南の沢川（みなみのさわがわ）は、北海道札幌市南区を流れる石狩川水系豊平川支流の普通河川。
この河川の中流から上流にかけて発展した地域が、南沢である。

## 流路
砥石山西方の山峡に発する流れと、砥石山南方の山峡に発する流れが、支流を集めながら合流する。
その後も支流を集めながら蛇行しつつ東へ流れ、藻南公園付近で豊平川へと注ぐ。

## 名称
アイヌ語による古名では、タンネ・ハッタル（長い淵のある川）に相当すると思われる。この「長い淵」とは、藻南公園脇の広い岩場の先にある深い淵のことで、そこに南の沢川が流れ込んでいたと推定される。
別のアイヌ語名称には、ペンケ・ハッタル・ウシ・ペッ（川上の方にある淵の多い川）がある。また、流域が緩斜面になっていて野原であったことから、ヌプオマナイ（野の上手にある川）とも呼ばれた。
明治時代の開拓期には八号の沢と呼ばれていた。藻岩山から硬石山にかけて豊平川支流の8つの沢があり、豊平川の川下（北側）から順に番号を振っていくと、この川が8番目に当たるから、と言われている。
1941年（昭和16年）7月の町名制定の際、「八号沢」部落は「南沢」と改称された。そして河川名「八号の沢」は「南の沢」となったのである。